# Sandra Goldschmidt

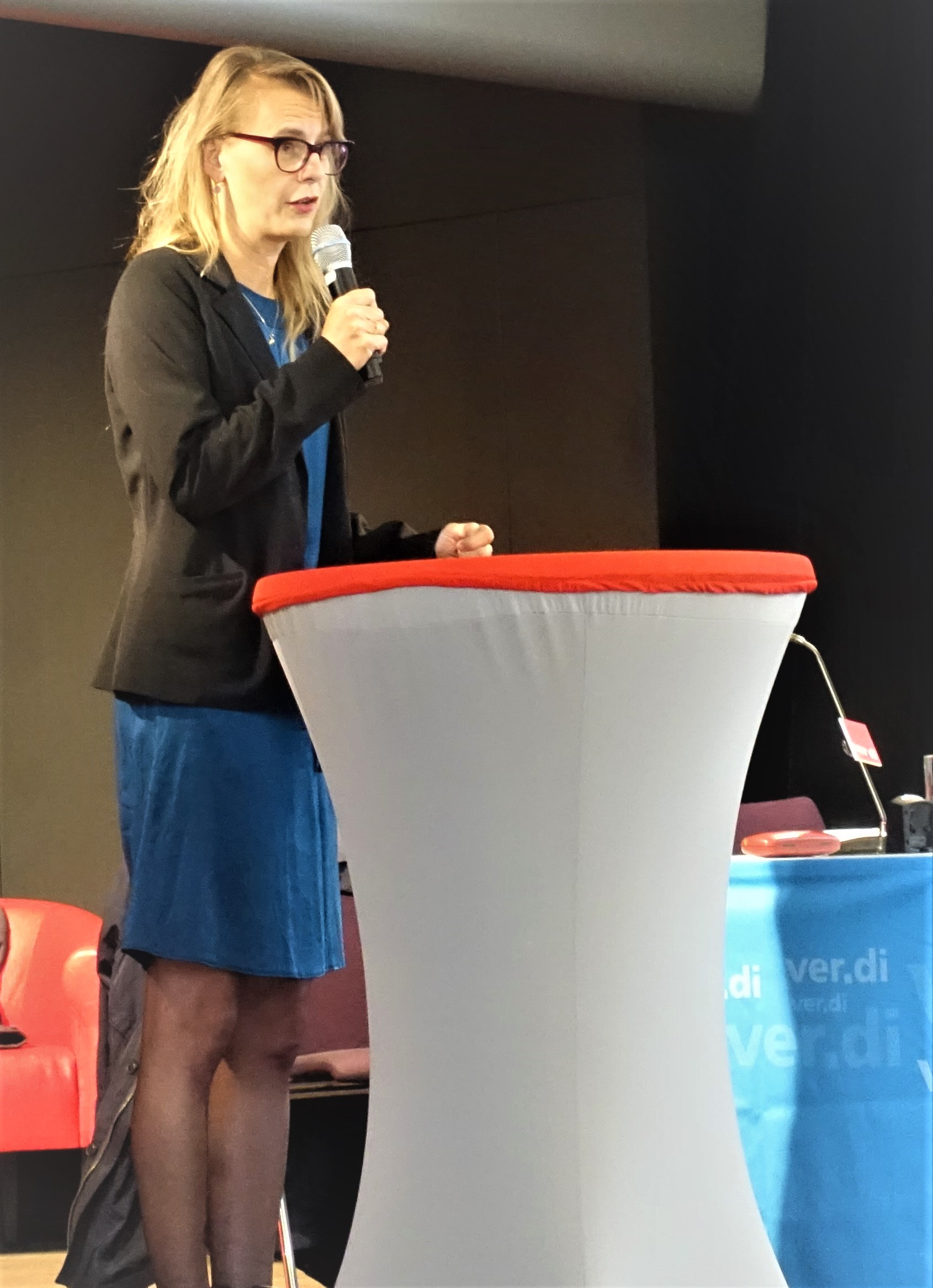
Sandra Goldschmidt auf einer ver.di-Veranstaltung (September 2022)

Sandra Goldschmidt (* 23. Februar 1976 in Schwäbisch Gmünd) ist eine deutsche Gewerkschafterin. Seit Februar 2023 ist sie Landesbezirksleiterin der Vereinten Dienstleistungsgewerkschaft ver.di in Hamburg. Sie ist stv. Aufsichtsratsvorsitzende der Hamburger Gesellschaft für Vermögens- und Beteiligungsmanagement mbH, alternierende Vorsitzende des Verwaltungsrats Medizinischer Dienst Bund und Mitglied im Vorstand des NDR Rundfunkrates.

## Leben
Goldschmidt wurde in einem kleinen Dorf in Baden-Württemberg geboren. Nach dem Abitur und einer Ausbildung zur Fotografin arbeitete sie als Angestellte in einem Studio für Werbefotografie. Anfang 1999 bewarb sie sich bei der Internetagentur Pixelpark in Stuttgart, wo sie als Projektmanagerin für Kommunikations- und E-Business-Lösungen arbeitete. 2002 wechselte sie zum ver.di-Netzwerk für Medienschaffende connexx.av in München, eine gewerkschaftliche Interessenvertretung, die Beschäftigte in Hörfunk und bei den Fernsehsendern sowie den neuen Medien unterstützt. Sie half dort u. a. während der Krise um die Kirch-Gruppe einen Betriebsrat bei dem Medienkonzern und Filmverleih Premiere zu gründen.
Ende 2005 wurde sie die persönliche Referentin des ver.di-Vorsitzenden Frank Bsirske in Berlin und wechselte von dort im Februar 2009 als Fachbereichsleiterin Sozialversicherung in den ver.di-Landesbezirk Niedersachsen-Bremen nach Hannover. Am 28. Februar 2015 wurde sie zur stellvertretenden Landesbezirksleiterin von ver.di in Hamburg gewählt und war in dieser Funktion u. a. zuständig für die Bereiche Frauen, Jugend und Selbstständige sowie für die Themen Mitgliederservice und Organisationsentwicklung.
Goldschmidt wurde im Januar 2023 als Kandidatin für die neue ver.di-Landesbezirksleitung nominiert, nachdem der damalige ver.di-Chef Berthold Bose angekündigt hatte, aus gesundheitlichen Gründen nicht mehr anzutreten. Eine Landesbezirkskonferenz wählte Goldschmidt am 24. Februar 2023 mit 56 von 82 gültigen Stimmen zur Landesbezirksleiterin. Sie vertritt damit mit ihrem Team rund 87.000 ver.di-Mitglieder in Hamburg.
Goldschmidt lebt mit ihrem Mann und ihren drei Kindern in Hamburg-Stellingen und ist Mitglied bei Bündnis 90/Die Grünen.

## Mitgliedschaften
- 2013 bis 2020 Mitglied im Aufsichtsrat der HDI Kundenservice AG
- seit 2019 Mitglied im Aufsichtsrat der Hamburger Sparkasse
- seit 2021 alternierende Vorsitzende des Verwaltungsrats Medizinischer Dienst Bund
- seit Juni 2022 Mitglied im Vorstand des NDR Rundfunkrats
- Mitglied bei Bündnis 90/Die Grünen
- seit 2024 stv. Aufsichtsratsvorsitzende der HGV